# 러시아 연방 외교 아카데미
러시아 연방 외교 아카데미(러시아어: Дипломатическая академия МИД России, 영어: The Diplomatic Academy of the Russian Foreign)는 러시아 모스크바에 위치한 국제 관계, 국제 경제 및 경제학, 정치학, 국제법 분야의 전문가를 양성하는 세계에서 가장 오래된 외교 연수 기관 중 하나이다. 러시아 연방 외교 아카데미는 러시아 외교부와 교육부의 주도로 설립된 고등교육기관이며, 학위 과정을 포함한 고등 전문 교육 프로그램 외에도 고위 공직자들을 대상으로한 전문 연수 프로그램을 제공한다. 대표적인 과정은 러시아와 외국의 외교관에 대한 교육 및 연수 과정이다.

## 역사
러시아 연방 외교 아카데미는 소련 시절인 1934년에 설립되었다. 이후 소련 장관 협의회, 소비에트 고등 외교 학교, 소련 외무부 외교 아카데미로 전환되며 규모를 확장했다. 수십 년에 걸쳐 7,000명 이상의 전문 외교관을 배출했으며, 그 중 500명 이상이 주요국 특명전권대사로 임명되었다.
현재, 러시아 연방 외교 아카데미는 국제관계학, 경제학, 정치학, 국제법 분야의 전문가를 양성하고 해당 분야 관련 종사자들을 재교육하는 교육기관이다. 재학생들은 러시아 외무부, CIS 국가를 포함한 해외 국제 기관에서 연수받는다. 현재 전 세계 약 30개국 출신의 인원이 수학하고 있고 아카데미에서는 20개 이상의 외국어를 가르치고 있다.

## 학부 및 구성
대통령, 외무장관, 대사, 총영사, 공사, 특사, 국제기구 대표, 기타 고위공무원 등 외교 고위직을 역임하는 교육생과 해당 분야로 진출하는 졸업생들이 있다.
현재 아카데미에서 운영하는 학위 과정은 고등 교육 연수 과정과 구분되어 있으며, 학사 과정과 대학원 석사, 박사 과정으로 분리되어 있다. 학사 과정은 국제 관계 전공, 국제 경제 및 경제 전공, 국제법 전공으로 세분화되어있다. 석사생 및 박사 후보생을 대상으로 한 대학원 교육 과정은 석사생 대상으로는 경제학 전공, 경영학 전공, 국제 관계 전공, 국제법 전공 네 가지 트랙과 박사후보생 대상으로는 정치학 및 지역학 전공, 경제학 전공, 역사학 및 고고학 전공, 법학 전공 네 가지 트랙으로 나뉘어 있다.
재학생들은 동시에 2개 이상의 언어를 부분 수학해야 하며, 중국어, 독일어, 프랑스어, 라틴어, 기타 슬라브어 중에서 선택할 수 있다.

## 협력
비엔나 외교 아카데미, 국립 모스크바 국제 관계 대학교와 장기적인 협력을 유지하고 있다.

## 참고 문헌
1. ↑  “Дипломатическая академия МИД России - Дипломатическая академия”.
2. 1 2  “Diplomatic Academy Programmes”. 2020년 8월 3일에 원본 문서에서 보존된 문서. 2024년 10월 16일에 확인함.
3. ↑  “Diplomatic Academy of the Ministry of Foreign Affairs of the Russian Federation”. 2013년 2월 3일에 원본 문서에서 보존된 문서.